# Vornutzung
Als Vornutzung bezeichnet man in der Forstwirtschaft die Nutzung verwertbaren Holzes, bevor es als hiebsreif gilt. 
Als hiebsreif gelten nach dem Altersklassenmodell Bestände, in denen die Bäume im Durchschnitt stark genug sind, um geerntet zu werden. In Wäldern, die nicht nach dem Altersklassenmodell bewirtschaftet werden – was es immer häufiger gibt – sind einzelne Bäume hiebsreif, wenn sie die Zielstärke erreicht haben (Zielstärkennutzung). 
Auf die Vornutzung folgt in Beständen, die streng nach dem Altersklassenmodell bewirtschaftet werden, die flächige Endnutzung. In einzelstammweise bewirtschafteten und anderen ungleichartigen Wäldern findet Vornutzung und Ernte hiebsreifer Bäume häufig gleichzeitig auf derselben Fläche statt. 